# Carlos Monsiváis
Carlos Monsiváis Aceves (Città del Messico, 4 maggio 1938 – Città del Messico, 19 giugno 2010) è stato un giornalista, saggista, critico letterario, biografo ed attivista messicano.

## Premi e riconoscimenti
- 1977 - Premio Nacional de Periodismo de México per la cronaca.[1]
- 1979 - Dottore honoris causa, Università Autonoma di Sinaloa
- 1980 - Maestro honoris causa, Università Autonoma dello stato del Messico
- 1986 - Premio Jorge Cuesta
- 1988 - Premio Manuel Buendía
- 1988 - Premio Mazatlán di Letteratura, per Escenas de pudor y liviandad.
- 1995 - Premio Nacional de Periodismo de México, del Club de Periodistas del Messico.
- 1995 - Premio Xavier Villaurrutia, per Los rituales del caos.[2]
- 1995 - Dottore honoris causa, Universidad Autónoma Metropolitana.
- 1998 - Premio Lya Kostakowsky de ensayo literario
- 1998 - Premio Príncipe Claus para la Cultura y el Desarrollo, governo olandese.
- 2000 - Premio Anagrama per Aires de familia: Cultura y sociedad en América Latina.
- 2000 - Dottore honoris causa, Benemérita Universidad Autónoma de Puebla.
- 2001 - Medaglia Gabriela Mistral, governo del Cile.
- 2002 - Decorazione dell'Ordine Alejo Zuloaga, Università di Carabobo, Venezuela.
- 2003 - Medaglia al merito, Universidad Veracruzana.
- 2004 - Dottore honoris causa, Università Autonoma di Hidalgo.[3]
- 2005 - Cedola reale del Municipio di Cholula, Puebla.
- 2005 - Premio Nacional de Lingüística y Literatura del governo del Messico.[4]
- 2005 - Dottore honoris causa, Università nazionale maggiore di San Marco del Perù.
- 2006 - Premio FIL di letteratura nelle lingue romanze di Guadalajara (precedentemente Premio de Literatura Latinoamericana y del Caribe Juan Rulfo)
- 2006 - Dottore honoris causa, Università dell'Arizona.
- 2006 - Premio Iberoamericano Ramón López Velarde, governo di Zacatecas.
- 2007 - Dottore honoris causa, Università Veracruzana.
- 2007 - Medaglia Rosario Castellanos, governo del Chiapas.
- 2008 - «Honoris Causas Perdidas», Universidad Autónoma de la Ciudad de México.[5]
- 2008 - Medaglia 1808, governo del Distretto federale messicano.
- 2008 - Medaglia d'oro delle Belle Arti
- 2008 - Presea Sor Juana Inés de la Cruz, Università del Claustro di Sor Juana.
- 2008 - Dottore honoris causa, Università Autonoma di Nuevo León.
- 2008 - Premio Miguel Caxlán, Seminario teologico presbiteriano del Messico.
- 2009 - Dottore honoris causa, Università Autonoma di San Luis Potosí.
- 2009 - Premio Nacional de Periodismo del Messico
- 2010 - Dottore honoris causa (postumo), Università nazionale autonoma del Messico.
- 2011 - Medaglia al merito post-mortem, Festival del Messico nel Centro storico.